# Matt Kemp
Matthew Ryan "Matt" Kemp, soprannominato The Bison (Midwest City, 23 settembre 1984), è un giocatore di baseball statunitense.

## Gli inizi

### La scuola superiore
Kemp frequenta la Midwest City High School di Midwest City, Oklahoma ed è eccezionale a pallacanestro ed a baseball. Gioca nella squadra di pallacanestro con Shelden Williams dei Sacramento Kings.

### Ildraftdell'MLB
Kemp viene selezionato nel 2003 al 6º giro del draft amatoriale della MLB dai Los Angeles Dodgers come 181ª scelta. Firma il suo primo contratto il 5 giugno 2003.

### LeMinor Leagues
Inizia la carriera professionale con i Gulf Coast Dodgers (oggi chiamati Arizona League Dodgers) nel 2003, poi è stato con i Columbus Catfish nel 2004, e con i Vero Beach Dodgers nel 2004-2005. Viene scelto per l'All-Star team della Florida State League nel 2005 e fa registrare il record di home run (27) e di media battuta (.569) per i Vero Beach. La rivista Baseball America lo segnala come uno dei migliori atleti di tutte le squadre affiliate ai Dodgers.

## Carriera in Major League

### Los Angeles Dodgers (2006-2014)

#### La stagione 2006 (Il debutto in MLB)
Inizia il 2006 con i Jacksonville Suns della serie "AA" dove batte .327 con 7 fuoricampo, 34 "punti battuti a casa" ed 11 basi rubate e questo gli vale la promozione nella squadra maggiore in Major League. La sua promozione è spinta dal bisogno della squadra di fornire un normale proseguimento di stagione all'esterno centro Kenny Lofton ed all'esterno destro J. D. Drew che si infortunava frequentemente.
Kemp fa il suo debutto in Major League con i Los Angeles Dodgers il 28 maggio 2006, contro i Washington Nationals presso il RFK Stadium di Washington DC. Fa una valida i quattro turni alla battuta, e la sua prima valida è all'ottavo inning su Jon Rauch. Batte il suo primo homer il 1º giugno nel suo secondo turno alla battuta nel Dodger Stadium contro Gavin Floyd dei Philadelphia Phillies. Batte fuoricampo in tre partite di fila dal 1° al 3 giugno contro i Phillies. Fa 2 home run l'11 giugno contro il lanciatore partente dei Colorado Rockies Aaron Cook. Diventa il primo tra i Dodgers e il quinto tra i giocatori dell'MLB a battere quattro fuoricampo nei suoi primi dieci giorni con una squadra.
Viene assegnato nuovamente ai Las Vegas 51s, in serie AAA, alla metà di giugno, ma viene richiamato in prima squadra quando il "roster" viene "allargato" il 1º settembre.

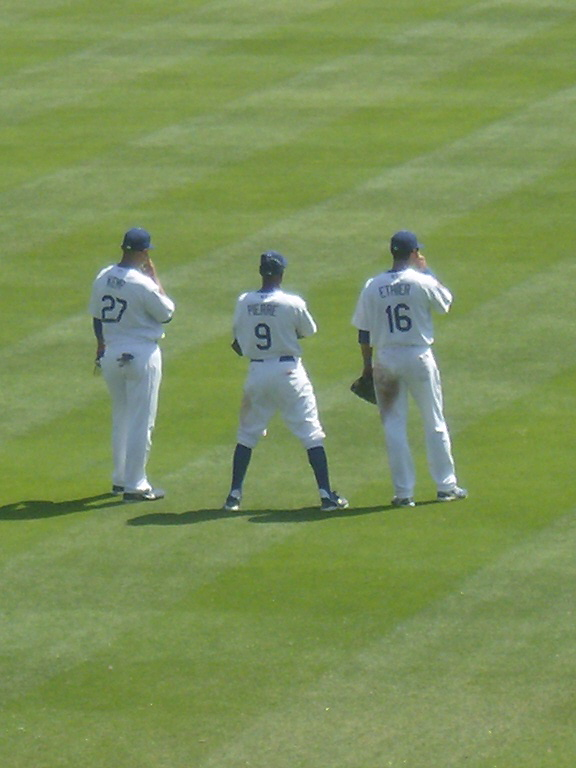
Kemp (a sinistra) con i compagni di squadra nei Dodgers Juan Pierre e Andre Ethier nel 2007

#### La stagione 2007
Kemp inizia la stagione 2007 da titolare nel roster della prima squadra (in Major League) ma perde il posto in seguito ad un infortunio mentre correva verso la barriera di fondo campo nel Dodger Stadium. Rimessosi dall'infortunio viene rimandato a Las Vegas per non farlo rientrare nei Dodgers fino alla metà di giugno. Una volta che viene richiamato, dimostra perché molti lo considerano una stella. Kemp ha una buona stagione da sophomore, batte .342, fa 10 fuoricampo, batte a casa 42 punti, nonostante Andre Ethier abbia giocato al suo posto per tutto il tempo in cui era infortunato.

#### La stagione 2008
All'inizio della stagione 2008 si credeva che Kemp fosse in lizza per una delle posizioni d'angolo del campo esterno, nonostante la posizione sulla parte destra del campi fosse essenzialmente garantita. Viene candidato "Giocatore della Settimana" (Player of the Week) per la National League nella settimana tra il 28 aprile e il 4 maggio. durante la quale batte a casa 11 punti e ruba 6 basi.
A seguito di un infortunio al ginocchio di Andruw Jones, Kemp viene spostato dalla sua posizione naturale a quella di "esterno centro". Durante il corso della stagione, Kemp riesce a ridurre la sua alta media di strikeout ed a sviluppare la velocità. Kemp chiude la stagione al secondo posto nei Dodgers nella graduatoria delle basi rubate con 35.
Kemp può essere considerato un ottimo esempio del "5 tools player", ovvero del giocatore dotato di tutte e cinque le qualità principali: battere per una buona media, battere di potenza, velocità nel correre e rubare le basi, abilità nel prendere le palle in difesa e braccio potente e preciso.

### San Diego Padres (2015-2016)
L'11 dicembre 2014, Kemp fu scambiato dai Dodgers, assieme a Tim Federowicz e 32 milioni di dollari, con i San Diego Padres, in cambio dei giocatori Joe Wieland, Yasmani Grandal e Zach Eflin.

### Atlanta Braves (2016-2017)
Il 30 luglio 2016, i Padres scambiarono Kemp, assieme a un compenso monetario, con gli Atlanta Braves in cambio di Héctor Olivera.

### Ritorno agli L.A. Dodgers (2018)
Il 16 dicembre 2017 i Braves scambiarono Kemp con i Los Angeles Dodgers, in cambio di Adrian Gonzalez, Scott Kazmir, Brandon McCarthy, Charlie Culberson e un compenso in denaro.

### Cincinnati Reds (2019)
Il 21 dicembre 2018, i Dodgers scambiarono Kemp, Yasiel Puig, Alex Wood, Kyle Farmer e una somma in denaro, con i Cincinnati Reds; in cambio di Homer Bailey e i giocatori di minor league Jeter Downs e Josiah Gray. Il 4 maggio 2019, i Reds svincolarono Kemp dalla squadra. 

### N.Y. Mets e Miami Marlins (2019)
Il 24 maggio 2019, Kemp firmò un contratto di minor league con i New York Mets. Venne svincolato dai Mets il 12 luglio.
Il 18 dicembre 2019, Kemp firmò un contratto di minor league con i Miami Marlins.

### Colorado Rockies (2020)
Il 30 giugno 2020, Kemp venne svincolato dai Marlins e firmò nello stesso giorno, un contratto di minor league con i Colorado Rockies. Diventò free agent dopo il termine della stagione.

## Il soprannome
Il soprannome di Kemp è "il bisonte". Durante la seconda partita in Major League della carriera, Kemp, il 29 maggio 2006, ruba la seconda base nel quarto inning, dopo di che il presentatore televisivo degli Atlanta Braves, Don Sutton, dice che assomigliava ad "un grosso bufalo che correva intorno alle basi". L'osservazione era appropriata e dovuta all'imponenza ed alla sorprendente velocità di Kemp. Il soprannome venne modificato in "il bisonte", termine più adeguato ad indicare il mammifero nordamericano a cui lo pseudonimo si riferisce.

## Vita privata
Kemp è stato fidanzato con la nota cantante barbadiana Rihanna.

## Palmarès

### Individuale
- MLB All-Star: 3

2011, 2012, 2018
- Silver Slugger Award: 2

2009, 2011
- Guanti d'oro: 2

2009, 2011
- Leader della National League in fuoricampo: 1

2011
- Leader della National League in punti battuti a casa: 1

2011
- Hank Aaron Award: 1

2011
- Giocatore del mese della NL: 2

(aprile 2012, settembre 2014)
- Giocatore della settimana della NL: 5

(4 maggio 2008, 26 settembre 2011, 9 aprile 2012, 16 aprile 2012, 4 agosto 2014)